# Passauer Vertrag

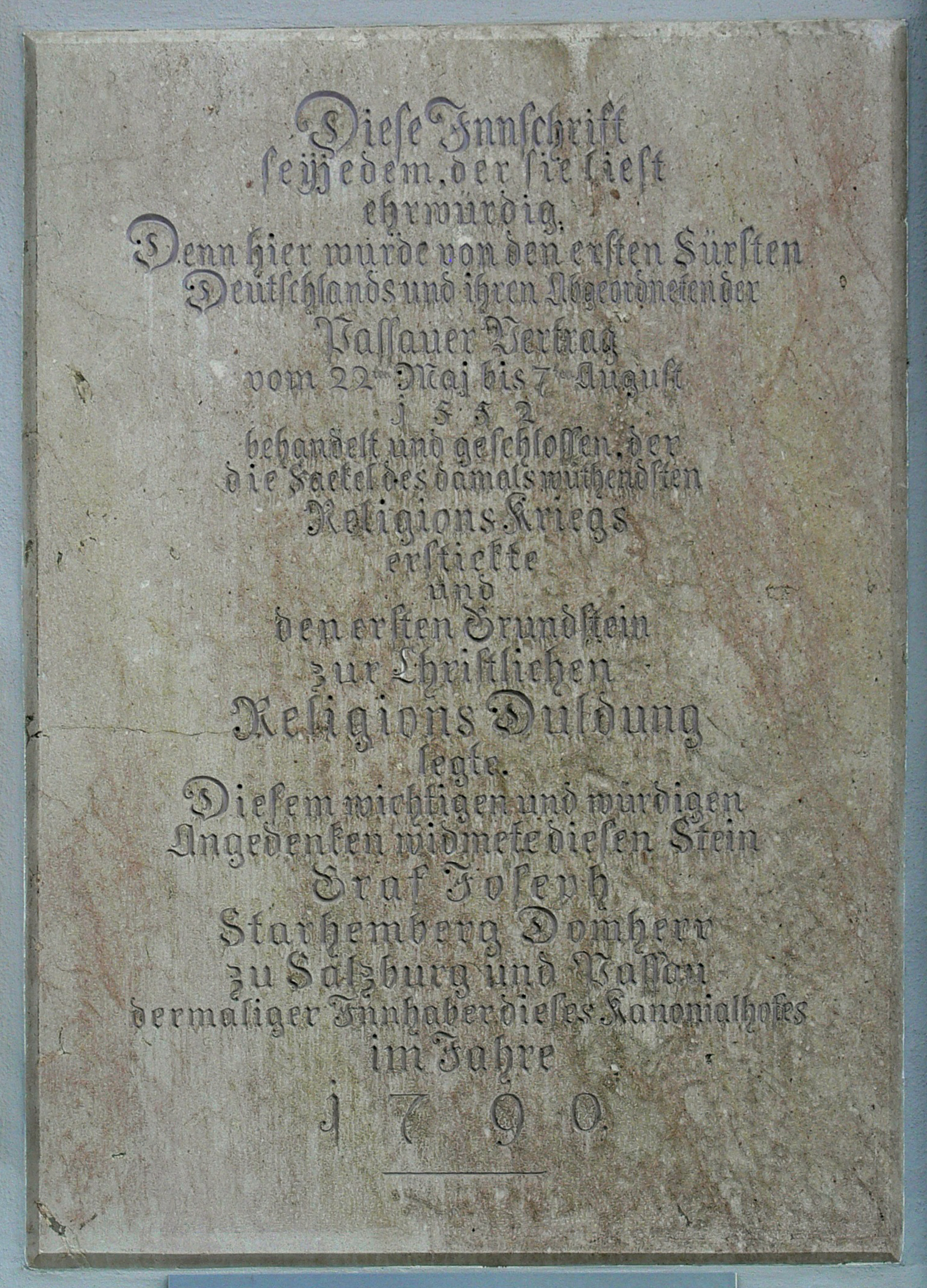
Gedenktafel an den dort geschlossenen Passauer Vertrag von 1552, am Passauer Domplatz, Lamberg-Palais

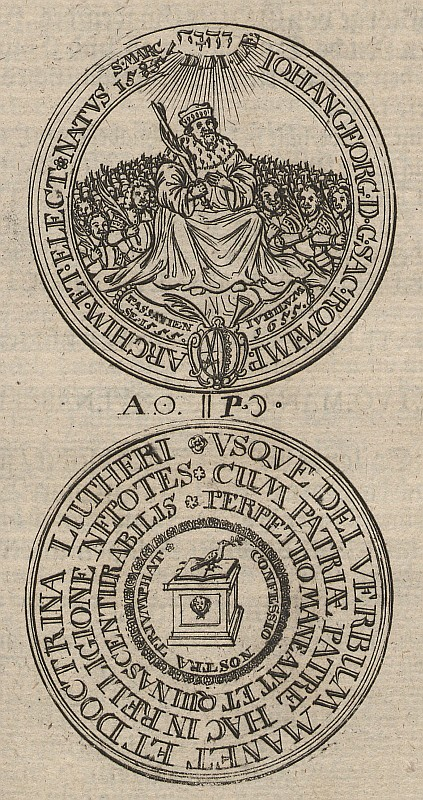
Gedenkmünze des Kurfürsten Johann Georg I. von Sachsen zum Passauer Vertrag von 1552 und Augsburger Religionsfrieden

Der Passauer Vertrag vom 2. August 1552 zwischen dem römisch-deutschen König Ferdinand I. und den protestantischen Reichsfürsten unter der Führung Moritz’ von Sachsen nach dem Fürstenaufstand stellte die formale Anerkennung des Protestantismus dar, die mit dem Augsburger Religionsfrieden von 1555 reichsrechtlich festgeschrieben wurde. Der Vertrag wurde im Passauer Lamberg-Palais verhandelt und abgeschlossen. Unterzeichnet wurde er im Schloss der Grafen Solms in Rödelheim.
Mit der hastigen Flucht von Kaiser Karl V. und seiner Truppen aus Innsbruck nach Villach hatte Moritz sein oberstes Kriegsziel erreicht, um Verhandlungen mit Karls Bruder König Ferdinand I. und Regenten des Reiches ohne Karl aufnehmen und eine Lösung der Religionsfrage im Reich zu forcieren, die mit Karl nicht möglich war, da dieser zu keiner friedlichen Regelung bereit war.

## Verhandlungen
An den Verhandlungen in Passau nahmen neben König Ferdinand und Kurfürst Moritz Herzog Albrecht von Bayern, Erzbischof Ernst von Salzburg, Bischof Wolfgang von Passau und Bischof Moritz von Eichstätt persönlich teil. Durch Gesandte vertreten waren die Kurfürsten von Mainz, Trier, Köln, der Pfalz und Brandenburg, Herzog Wilhelm von Jülich, Herzog Christoph von Württemberg, die Herzöge von Pommern, Markgraf Johann von Brandenburg-Küstrin, Herzog Heinrich d. J. von Braunschweig, der Bischof von Würzburg, der Landgraf von Hessen Wilhelm sowie Pfalzgraf Ottheinrich.
Hessen wurde durch Heinrich Lersner vertreten.
Die Verhandlungen fanden in einer Atmosphäre des unmittelbar drohenden und von Markgraf Albrecht Alcibiades dann auch tatsächlich geführten Zweiten Markgrafenkrieges statt. Die Vertreter des Kaisers hatten allerdings keine Vollmachten, einen endgültigen Vertrag abzuschließen, Karl wollte selbst entscheiden. Die Verhandlungen fanden hauptsächlich zwischen den Kriegsparteien statt. Ferdinand und die anderen Fürsten vermittelten bei Konflikten.

## Reichsrechtliche Bedeutung
Dieser Vertrag war zugleich auch eine Kompromissvereinbarung zwischen Ferdinand und Moritz von Sachsen. Kaiser Karl verpflichtete sich, den Schwiegervater von Moritz von Sachsen, Landgraf Philipp von Hessen freizulassen, der sich seit der Wittenberger Kapitulation 1547 in kaiserlicher Gefangenschaft befand. Auch der gefangengehaltene ehemalige Kurfürst Johann Friedrich I. von Sachsen kam in Folge der Friedensverhandlungen frei. Pflicht des Kaisers war schließlich für den Schutz des Heiligen Römischen Reichs angesichts der Bedrohung durch das Osmanische Reich während des schwelenden Türkenkrieges zu sorgen. Die Protestanten unter Moritz von Sachsen verpflichteten sich, den Kaiser dabei zu unterstützen. Der Passauer Vertrag war ein Schritt zu einem dauerhaften Frieden, der drei Jahre später zum Augsburger Reichs- und Religionsfrieden führte.

### Position des Kaisers
Karl lehnte den in Passau verhandelten Vertragsentwurf zunächst ab und bestand auf Änderungen, u. a. auf einer Befristung des vereinbarten Gewaltverzichts bis zum nächsten Reichstag, der dann nach Wegen zu einer religiösen Wiedervereinigung des Reichs zu suchen habe. Karl ratifizierte den veränderten Entwurf am 15. August 1552 widerwillig.
Insofern waren die dem Vertrag vorangegangenen Passauer Verhandlungen wesentlich wichtiger. Sie werden von Historikern als das eigentlich Bahnbrechende angesehen.
Karl widersetzte sich lange den Forderungen der aufständischen Fürsten, und mit der Standhaftigkeit der kaisertreuen Stadt Frankfurt am Main, die der Belagerung der Fürsten trotzte (17. Juli bis 9. August 1552) sowie durch Geldbewilligungen aus Neapel und von den Fuggern änderte sich allmählich die Lage. Den verlangten definitiven, immerwährenden Frieden in der Religionsfrage lehnte Karl ab.

### Interessen der Fürsten
Trotzdem waren fast alle an den Verhandlungen Beteiligten an einem stabilen, tragfähigen Ausgleich auf der Grundlage des Status quo interessiert. Das war insofern interessant, als die katholische Kirche bis dahin immer darauf bestanden hatte, dass die Einheit der Kirche unbedingt gewahrt bleiben müsse. Zweitens war man sich darin einig, dass dem Frieden gegenüber der Wiedervereinigung der Kirche Vorrang einzuräumen sei. Die Glaubensauseinandersetzungen sollten verrechtlicht und damit politisch neutralisiert werden. Man wollte einen stabilen Frieden, mochten die theologischen Fragestellungen auch weiterhin ungelöst bleiben. Auch diese Ansichten hatten kurz zuvor noch kaum Anhänger im Reich besessen. Und drittens waren die in Passau versammelten Fürsten der Überzeugung, dass die Reichsstände selbst die Probleme zu lösen hätten. Es sei nicht nur eine Aufgabe des Kaisers oder des Papstes, Frieden zu schaffen, sondern das Reich müsse von innen heraus befriedet werden. Die Ansichten der Kurie wurden nicht zur Kenntnis genommen, und auch das bisherige Provisorium von Karl V. in Form des Augsburger Interims wurde stillschweigend preisgegeben.
Trotz der Ablehnung des Vertrags als dauerhafte Regelung durch Karl stimmte auch Moritz der Befristung zu. Er wollte sich lieber als Retter des Protestantismus sehen als den Krieg gegen die Habsburger weiter fortzusetzen, zumal der Krieg langfristig auf Grund der Ressourcen des Kaisers wahrscheinlich sowieso nicht zu gewinnen gewesen wäre.

### Interessen König Ferdinands
Seine Interessen galten vorrangig der Sicherung Ungarns und der österreichischen Erblande, dafür bedurfte es aber des Friedens im Reich. Ferdinand wusste, dass er alle Kräfte im Reich einschließlich der protestantischen zur Türkenabwehr brauchte, wie die Belagerung von Wien 1529 gezeigt hatte.
Dass der Passauer Vertrag letztlich umgesetzt werden konnte, lag nicht am Kaiser, sondern an seinem Bruder Ferdinand.

## Resultate
Im Passauer Vertrag wurden u. a. das Augsburger Interim aufgehoben und die protestantischen Vertreter beim Reichskammergericht zugelassen.